# Mírová a bezpečnostní rada
Mírová a bezpečnostní rada je orgánem Africké unie. Institucionalizuje a nahrazuje dřívější Mechanismus prevence, usměrňování a řešení konfliktů založený na 29. zasedání hlav států a vlád OAJ v Káhiře v roce 1993.
Snad největší výzvou pro Africkou unii je zajištění mírového uspořádání na africkém kontinentě. Africká unie, na rozdíl od OAJ, zavádí možnost i nevyžádané vojenské intervence v členské zemi. V květnu 2004 vznikla Mírová a bezpečnostní rada, která má dohlížet nad vojenskými intervenčními misemi AU. Africká unie již vyslala vojáky do Burundi a súdánského Darfúru. Tyto mise ovšem zatím byly provázeny pochybnostmi ze strany mezinárodního společenství, které mají původ v řadě nesplněných slibů OAJ.
Nahrazení výše zmíněného Mechanismu prevence, usměrňování a řešení konfliktů Mírovou a bezpečnostní radou v rámci AU a rozsáhlejší zapojení nové organizace do řešení konfliktů v Dárfúru a v Somálsku ovšem naznačuje nové ambice, které jsou tentokrát více podloženy skutky. Do roku 2010 by měly vzniknout sbory sil rychlé reakce AU.